# Biljana Petrović
Biljana Petrović (Kraljevo, 28. veljače 1961.), srbijanska atletičarka. Natjecala se za Jugoslaviju.
Natjecala se na Olimpijskim igrama 1988. u skoku u vis. Nastupila je u prednatjecanju. U istoj je disciplini na Europskom prvenstvu 1990. osvojila srebrnu medalju.
U skoku u vis je osvojila dvije srebrne medalje na Mediteranskim igrama 1983. i 1987.
Bila je članica kraljevačkog Metalca, beogradskog Čukaričkog, splitskog ASK-a i zagrebačke Mladosti.